# Hươu sừng ngắn lông đỏ Ecuador
Hươu sừng ngắn lông đỏ Ecuador (Mazama rufina) là một loài động vật có vú trong họ Hươu nai, bộ Guốc chẵn. Loài này được Pucheran mô tả năm 1851. Đây là loài bản địa từ dãy núi Andes của Colombia, Ecuador và phía bắc Peru, nơi chúng được tìm thấy trong rừng và Páramo ở độ cao giữa 1.400 và 3.600 mét (4.600 và 11.800 ft). Đây là một trong những loài thuộc chi hươu sừng ngắn nhỏ nhất.